# Relaciones Países Bajos-Ucrania
Las Relaciones Holanda-Ucrania son las relaciones exteriores entre los Países Bajos y Ucrania. Ambos países establecieron relaciones diplomáticas en 1992. Los Países Bajos tienen una embajada en Kiev y un consulado en Leópolis.  Ucrania tiene una embajada en La Haya.
Un incidente muy notable que ocurrió entre los estados fue el del Vuelo 17 de Malaysia Airlines.
El 6 de abril de 2016 se celebró en los Países Bajos un referéndum sobre la aprobación del Acuerdo de Asociación entre la Unión Europea y Ucrania.
Países Bajos es miembro de la Unión Europea, a la que Ucrania solicitó su ingreso en 2022.

## Diplomacia
De los Países Bajos
- Kiev (Embajada)[1]

De la República de Ucrania
- La Haya (Embajada)[2]